# Парфяни
Парфя́ни — загальноприйнята назва населення Парфянського царства. Самоназва Pahlavan — парфянин, або Pahlavanig — з парфян.

## Етногенез
В античну епоху, в степах Центральної Азії мешкали кочові племена массагетів (саки в давньоіранских джерелах), скіфського походження. Приблизно в III столітті до н. е. декілька з цих племен об'єдналися в племінний союз під загальною назвою — дахи. У середовищі цих племен на чільну роль вийшло плем'я парни, з якого висунулися майбутні вожді і засновники Парфії, Аршак та Тиридат. Об'єднавши під своєю владою племена на чолі з Аршаком, племена дахів вторглися в область, звану Апартік в давньоперських джерелах. Усталена думка про те, що завойовники злилися з місцевим населенням, що має назву парфяни, не відповідає дійсності. У джерелах допарфянської епохи був відсутній термін — парфяни. Назву парфяни дали їм, ймовірно, греки, за назвою області Парфія, яку завоювали племена парнів. Самі себе «парфяни» називали Pahlavan.

## Мова
Мова племені парнів, які вигнали греко-македонських завойовників і заснували Парфянське царство, належала до східної групи іранських мов, як і мови кочових іранських племен саків та массагетів. Після перемоги вони перейшли на мову своїх численних підданих, які говорили західно-іранськими мовами, на основі яких утворилася парфянська мова, що належить до північно-західної групи іранських мов.

## Історія
Парфяни були войовничим народом, спритними вершниками і відмінними стрільцями з лука. У 256 до н. е. створили під проводом Аршакідів самостійну державу, з часом перетворену на велику імперію, що включала території між Євфратом та Індом, Каспійським та Аравійським морями. Парфянське царство проіснувало до 226 року н. е., коли його змінила нова перська імперія Сасанідів.
Після падіння Аршакідів парфяни зберегли свій привілейований статус у державі Сасанідів. Про це свідчить часте згадування імені парфян в наскельних написах сасанідської епохи. Вони зберегли за собою чільне місце у війську, а також у багатьох провінціях імперії Сасанідів.